# Gnophodes dubiosa
Gnophodes dubiosa är en fjärilsart som beskrevs av Aurivillius 1911. Gnophodes dubiosa ingår i släktet Gnophodes och familjen praktfjärilar. Inga underarter finns listade i Catalogue of Life.